# Flair Records
Pour les articles homonymes, voir Flair.
Flair Records est un label discographique indépendant américain, anciennement basé à Los Angeles, en Californie, actif entre 1953 et 1955.

## Histoire
Flair est fondé en 1953 à Los Angeles par les frères Jules, Saul, Lester et Joe Bihari. Le label produit des disques de blues et de rhythm and blues. Flair Records est un sous-label de Modern Records. Ses artistes les plus célèbres sont Elmore James, qui a sorti dix singles sur ce label, Richard Berry, et Ike Turner, qui était musicien de studio et a également sorti un single sur ce label. Flair aurait sorti 80 singles au total entre 1953 et 1955.